# Charles-Louis Corbet

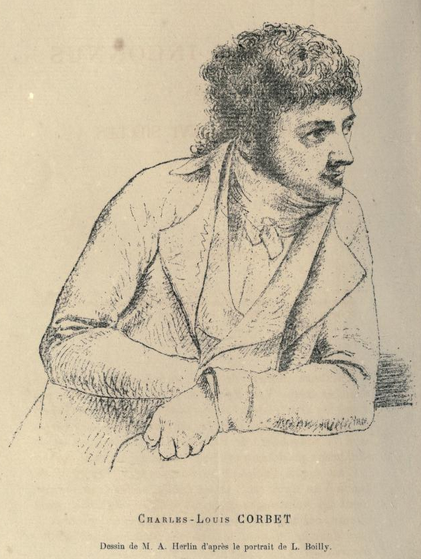
Charles-Louis Corbet.

Charles-Louis Corbet, född i januari 1758 i Douai, död den 10 december 1808 i Paris, var en fransk bildhuggare. 
Corbet gjorde sig tidigt bemärkt genom mytologiska arbeten i terrakotta och gips, blev 1783 medlem av konstakademien, tog livaktig del i revolutionen (också som talare) och gjorde ett utkast till en kolossal modell till en frihetsstaty för "det eviga väsendets" tempel (senare, 1801, kom en frihetsstaty av honom på salongen). Under Napoleon fick han många och stora beställningar, bland annat statyn av Napoleon i kejserlig dräkt (1808). Många av Corbets verk har gått förlorade; ett av hans bästa, en utmärkt och naturtrogen byst av general Bonaparte (1798, beställd av Direktoriet) likaså, men museet i Lille äger gipsmodellen.